# Niak

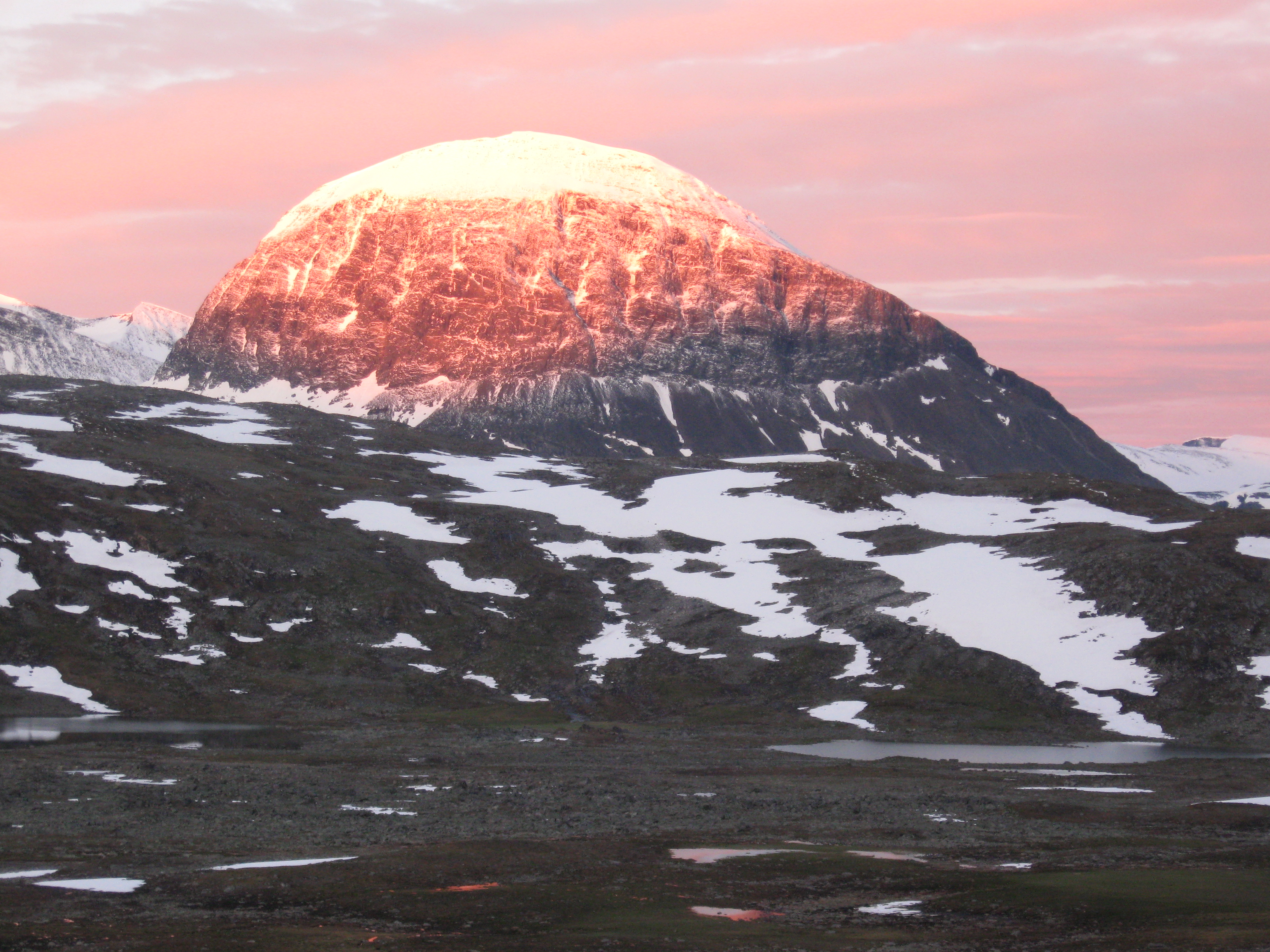
Bergets profil sett från de södra sluttningarna av Áhkkámassivet

Niak är en bergstopp i de norra delarna av Sarek nationalpark. Höjden uppgår till 1922 meter över havet. Berget har ett karakteristiskt "rundat" utseende.